# ألا-كول
ألا-كول (بالقرغيزية: Алакөл) (بالعربية: ألاكول) (الروسية: Ала-Куль) هي بحيرة صخرية في سلسلة جبال تيرسكي-ألاتاو في منطقة أك-سو التابعة لمقاطعة إيسيك كول في قيرغيزستان، على ارتفاع حوالي (3,560) متر عن مستوى سطح البحر.

## التاريخ

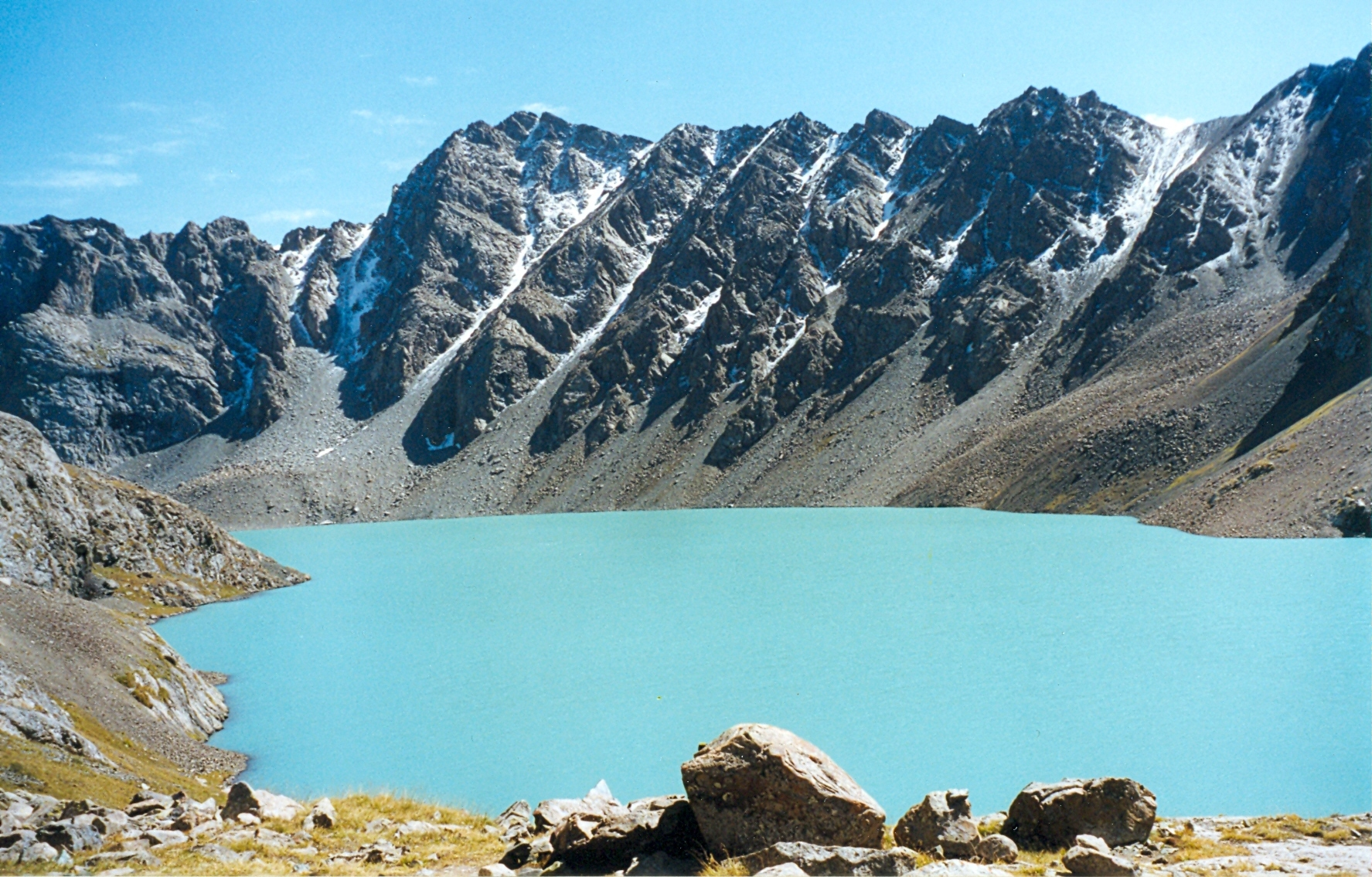
بحيرة ألا-كول

أول من زار البحيرة كان مسافرا روسيا يدعى بوتميمتسوف وكان ذلك في عام 1811. حيث قدم وصفا جيدا للبحيرة كما أشار إلى ألوان صخور البحيرة المختلفة والرياح العاصفة التي تهب حولها. وبعد فترة ثلاثين عاما قام الكسندر شرينك باستكشاف البحيرة والمناطق المحيطة بها.
المعنى الحرفي للتسمية (ألا-كول) يعني «البحيرة المتنوعة» ولربما ارتبط اسمها أيضا بسلسلة جبال ألا-تو التي تقع إلى الشمال من هذه البحيرة.